# Walton Cardiff
Walton Cardiff – osada w Anglii, w hrabstwie Gloucestershire, w dystrykcie Tewkesbury. W 2001 civil parish liczyła 1291 mieszkańców. Walton Cardiff jest wspomniana w Domesday Book (1086) jako Waltone.